# Henry Clay Frick II
Henry Clay Frick II (18 octobre 1919 – 9 février 2007) est un médecin américain, professeur de médecine au collège des médecins et chirurgiens de l'Université Columbia.

## Biographie
Né le 18 octobre 1919 à Roslyn, il est le fils du paléontologue Childs Frick (1883–1965) et le petit-fils de son homonyme, le magnat du coke et de l'acier Henry Clay Frick (1849–1919).
Il a étudié à St. Paul's School (en) à Concord (New Hampshire). En 1942, il est sorti diplômé de l'Université de Princeton, puis en 1944 de l'école de médecine de l'Université Columbia. Après la Seconde Guerre mondiale, il a servi dans l'U.S. Army Medical Corps (en). Frick a exercé la médecine à New York ; il est devenu plus tard professeur d'obstétrique clinique à Columbia et oncologiste à l'hôpital presbytérien de New York. Dans les années 1960, il a volontairement fait deux tours de service dans un hôpital de campagne de la Guerre du Vietnam.
Frick a été président du conseil d'administration de la Frick Collection (fondée par son grand-père) et dirigé la fondation de sa tante Helen Clay Frick (en). A ce poste, il a dirigé la restauration de la propriété de la famille Frick à Pittsburgh, Clayton (en). Il était aussi membre du conseil d'administration de la Wildlife Conservation Society et du Muséum américain d'histoire naturelle.
Il est mort le 9 février 2007 à 87 ans dans sa maison d'Alpine (New Jersey).

## Sources
- Sanger, Martha Frick Symington, Henry Clay Frick : An Intimate Portrait, New York, Abbeville Press, 1998, 599 p. (ISBN 0-7892-0500-9)
- Sanger, Martha Frick Symington, Helen Clay Frick : Bittersweet Heiress, Pittsburgh, University of Pittsburgh Press, 2007 (ISBN 978-0-8229-4341-9)